# Prosotas ni
Prosotas ni är en fjärilsart som beskrevs av De Nicéville 1902. Prosotas ni ingår i släktet Prosotas och familjen juvelvingar. Inga underarter finns listade i Catalogue of Life.